# Åke Lönnberg
Åke Vilhelm Eugen Lönnberg, född 16 oktober 1919 i Sollentuna församling, död 5 april 2005 i Stockholm, var en svensk officer i Flygvapnet.

## Biografi
Lönnberg blev fänrik i Flygvapnet 1941. Han befordrades till löjtnant 1943, till kapten 1948, till major 1955, till överstelöjtnant 1960, till överste 1967 och till överste av första graden 1976. Lönnberg blev riddare av Svärdsorden 1959 och kommendör av samma orden 1971.
Åren 1947 och 1948 var han flygattaché i Moskva. År 1951 var han divisionschef för 163. jaktflygdivisionen vid Upplands flygflottilj (F 16). Åren 1955 till 1959 var han chef för Första flygskolan vid Krigsflygskolan. År 1968 var han flyg- och marinattaché i Paris. Åren 1971 till 1975 var han chef för Krigsflygskolan (F 5). Åren 1975 till 1980 var han försvarsattaché i Moskva och Warszawa. Lönnberg avgick 1980 som överste av första graden.
Lönnberg var gift två gånger. Åren 1944–1949 var han gift med Kjerstin Nilzén; tillsammans fick de ett barn, Jan. År 1954 gifte han om sig med Agneta Virgin, dotter till överste Fritz-Ivar Virgin; tillsammans fick de ett barn, Eva. Åke Lönnberg är begravd på Norra begravningsplatsen utanför Stockholm.